# Suero Pérez de Quiñones

Armas de la familia Quiñones

Suero Pérez de Quiñones (fallecido en Nájera, 3 de abril de 1367) fue un noble leonés, primer señor de Luna, guarda mayor del rey, merino y adelantado mayor de León. A lo largo de su vida, Suero desempeñó múltiples roles en la corte castellana y se destacó en las guerras civiles que enfrentaron a Pedro I de Castilla y su medio hermano Enrique de Trastámara.

## Biografía
Suero Pérez de Quiñones nació en el seno de una familia de caballeros, siendo hijo de Pedro Álvarez de Quiñones y Violante Ponce de León. Tras la muerte de su padre, asumió el liderazgo de su linaje y se unió al círculo más cercano del monarca Pedro I. Suero aconsejó a Pedro que mantuviera su relación con María de Padilla, descontento con la dote que la reina Blanca de Borbón había traído al matrimonio, lo que refleja su influencia en la política matrimonial del rey.
En 1353, Suero fue nombrado guarda mayor del Cuerpo del Rey, cargo que ocupó hasta mediados de ese año. Durante este tiempo, Pedro I le otorgó el señorío de Barrientos y Posadilla de la Vega, localidades cercanas a Astorga.
En 1358, Suero recibió la misión de proteger a Aldonza Coronel, una nueva amante del rey, de la influencia de María de Padilla, quien había sido la favorita de Pedro I durante un tiempo. En 1359, recibió la tenencia del castillo de Trascastro de Luna y fue nombrado capitán de una de las naves de la flota destinada a combatir a los aragoneses. En marzo de 1360, tras la ejecución de Pedro Álvarez Osorio, Suero asumió el cargo de adelantado mayor de León, una posición clave en la justicia y administración territorial.
Sin embargo, en abril de 1360, desencantado con la política inestable de Pedro I, Suero cambió de lealtad a Enrique de Trastámara, quien se proclamó rey como Enrique II de Castilla en 1366. Enrique le recompensó con la ratificación de su título de adelantado y le otorgó numerosos territorios y privilegios, incluyendo la martiniega y portazgo en Astorga, la merindad de Oviedo, el concejo de Gordón, y las villas de Gibraleón, Trigueros y Beas. Estas concesiones establecieron a Suero y a su linaje en una posición de gran poder regional.
Suero falleció el 3 de abril de 1367 en la batalla de Nájera, un enfrentamiento crucial en el que Enrique fue derrotado por Pedro I y sus aliados ingleses, comandados por el Príncipe Negro. Esta batalla fue parte de la guerra de los Cien Años y marcó un punto crítico en la disputa por la Corona castellana, reflejando la inestabilidad política de la época.

## Matrimonio y descendencia
Contrajo matrimonio con María Fernández de Mendoza, camarera mayor de Juana Manuel, esposa de Enrique II. Tuvieron cuatro hijos:
1. Pedro Suárez de Quiñones, mayordomo de Fernando de Antequera, sucesor de su padre.
2. Ares Pérez de Quiñones, I señor de la casa de Sena de Luna y Torre de Rabanal.
3. Leonor Suárez de Quiñones, quien transmitió los derechos de Luna a su hijo Diego.
4. Catalina Suárez de Quiñones, casada con Diego García de Tineo, señor de Sangoñedo.[1]

## Legado
Suero Pérez de Quiñones es recordado como una figura significativa en la nobleza castellana del siglo XIV, cuyas decisiones políticas y militares influyeron en el curso de la historia de Castilla. Su linaje continuó desempeñando un papel importante en la política de León y en la historia de la Casa de Quiñones, una familia noble que se mantuvo influyente durante generaciones. Su historia se ha expuesto recientemente en actividades culturales que buscan acercar su legado a la comunidad, destacando su importancia en el patrimonio histórico de León. En mayo de 2024, se inauguró la exposición documental "Suero de Quiñones. Más allá de la leyenda" en el Monasterio de San Zoilo, donde se exhibieron documentos históricos que reflejan su vida y contribuciones a la sociedad leonesa.